# Nicolas Prost

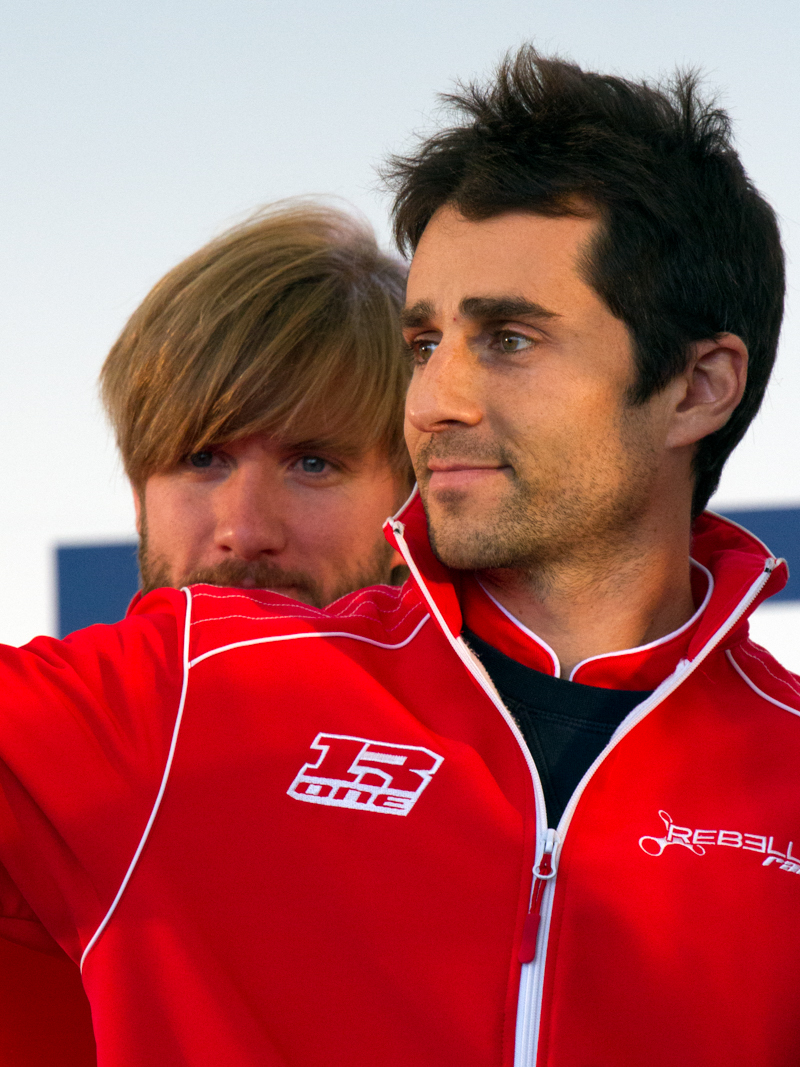
Nicolas Prost (rechts) 2014

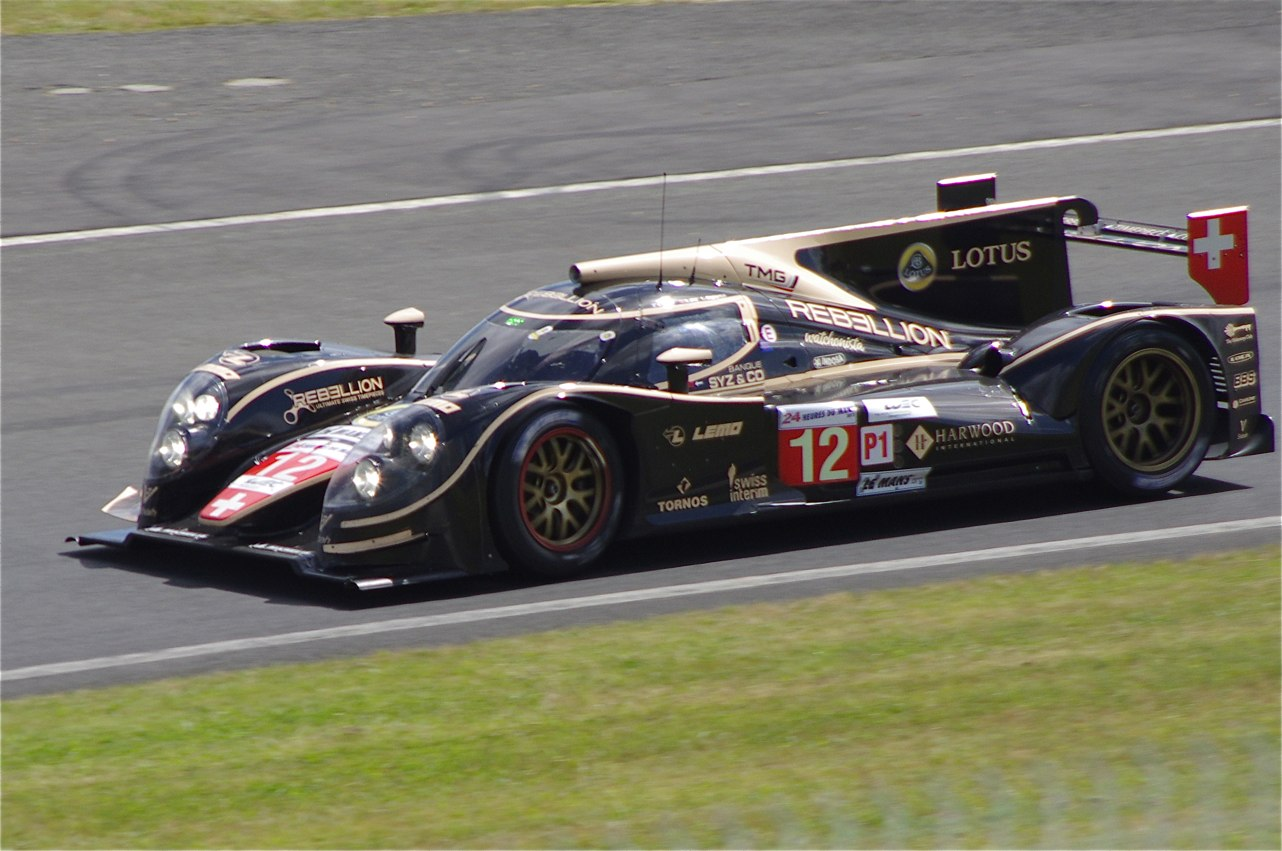
Prosts Lola B12/60 beim 24-Stunden-Rennen von Le Mans 2012 …

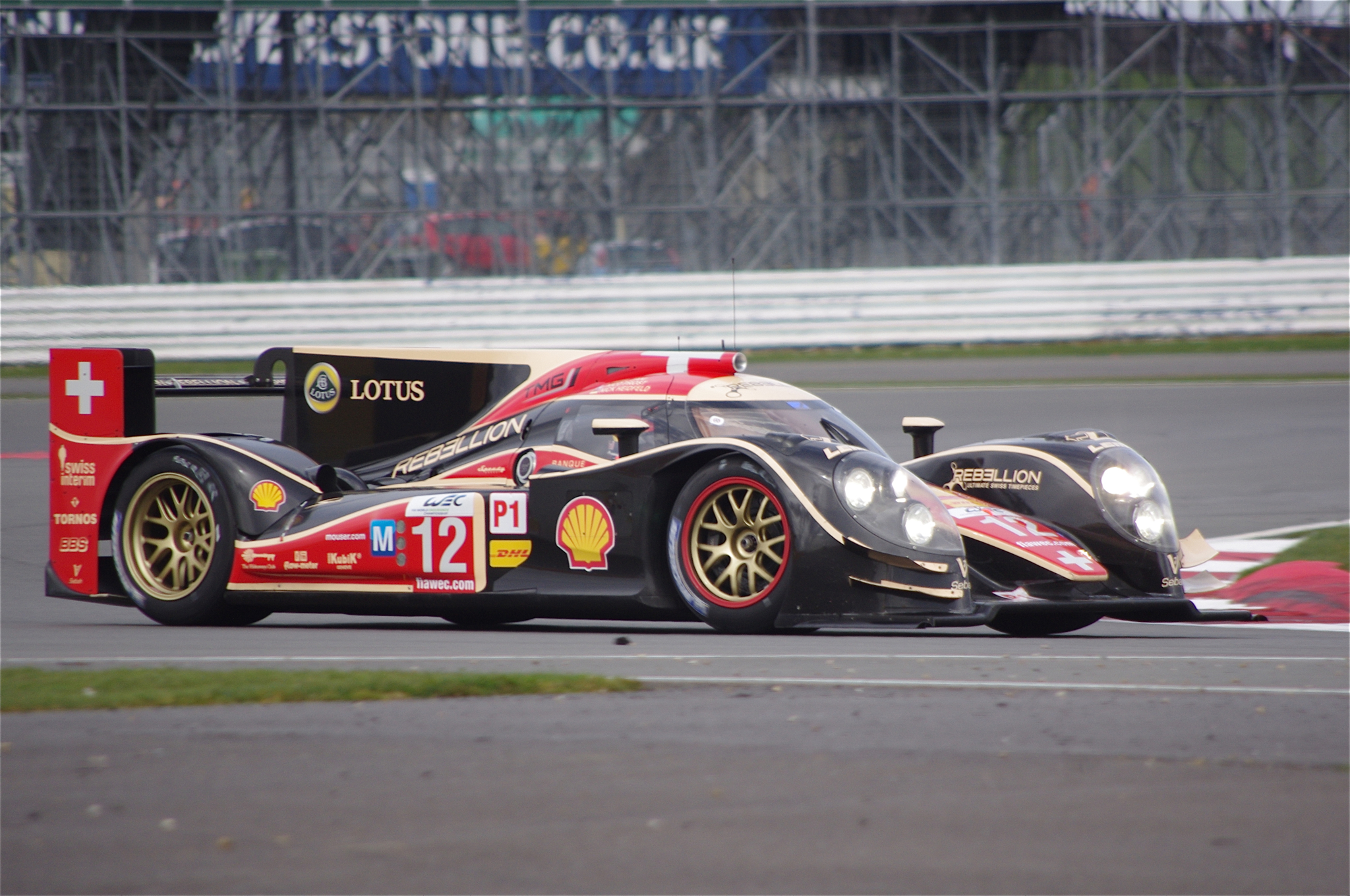
… und beim 6-Stunden-Rennen von Silverstone 2013

Nicolas Jean Prost (* 18. August 1981 in Saint-Chamond) ist ein französischer Automobilrennfahrer. 2008 gewann er die Euroseries 3000. Er startete von 2012 bis 2016 in der FIA-Langstrecken-Weltmeisterschaft (WEC). Zudem trat er 2014 bis 2018 in der FIA-Formel-E-Meisterschaft an.
Er ist der älteste Sohn des vierfachen Formel-1-Weltmeisters Alain Prost.

## Karriere
Nicolas Prost begann seine Motorsportkarriere verhältnismäßig spät. Zuvor war er im Golfsport aktiv gewesen. Er stieg ohne Kartsporterfahrung 2003 im Alter von 21 Jahren direkt in den Formelsport ein und wurde Zehnter der französischen Formel Renault Campus. 2004 erhielt er ein Cockpit bei ORECA in der französischen Formel Renault und erreichte den 18. Gesamtrang. Darüber hinaus fuhr er zwei Rennen in der deutschen Formel Renault und nahm im GT-Sport an vier Rennen der französischen GT-Meisterschaft teil. 2005 trat Prost für Graff Racing in der französischen Formel Renault an und verbesserte sich auf den zehnten Gesamtrang. Darüber hinaus fuhr er für Graff Racing vier Rennen im Formel Renault 2.0 Eurocup. Für DAMS nahm er zudem an einer Veranstaltung der Formel Renault 3.5 teil und absolvierte erneut vier Rennen in der französischen GT-Meisterschaft.
2006 wechselte Prost zu Racing Engineering in die spanische Formel-3-Meisterschaft. Er gewann ein Rennen und wurde mit fünf weiteren Podest-Platzierungen als bester Fahrer seines Teams Gesamtvierter. 2007 blieb er in der spanischen Formel-3-Meisterschaft und erhielt ein Cockpit bei Campos F3 Racing. Er gewann zwei Rennen und stand erneut insgesamt sechsmal auf dem Podium. In der Fahrerwertung verbesserte er sich auf den dritten Platz und war bester Fahrer seines Rennstalls. Darüber hinaus debütierte Prost 2007 beim 24-Stunden-Rennen von Le Mans. Er trat für ORECA an und wurde Zehnter.
2008 wechselte Prost zu Bull Racing in die Euroseries 3000. Zwar gelang ihm nur ein Sieg, mit insgesamt sechs Podest-Platzierungen entschied er die Meisterschaft dennoch für sich. Mit 60 zu 58 Punkten setzte er sich gegen Fabio Onidi durch. Prost profitierte davon, dass die Fahrer mit den meisten Siegen – Adam Khan und Fabrizio Crestani, die drei Rennen gewonnen hatten – nicht die ganze Saison absolvierten. In der anschließenden Saison 2008/09 war Prost ein Fahrer des französischen Teams in der A1GP. Ein sechster Platz war sein bestes Rennergebnis.
2009 verließ Prost den Formelsport und wechselte in den Langstreckensport. Er erhielt ein Cockpit beim Speedy Racing Team Sebah in der Le Mans Series. Zusammen mit seinen Teamkollegen Andrea Belicchi und Marcel Fässler war ein zweiter Platz das beste Einzelergebnis und die drei schlossen die Saison auf dem fünften Rang ab. Zudem nahmen Prost und Belicchi zusammen mit Neel Jani am 24-Stunden-Rennen von Le Mans teil. Im Winter 2009/10 fuhr Prost für das Team Pilot Eisrennen in der Trophée Andros mit einem Elektroauto und gewann die Andros-Electrique-Meisterschaft. 2010 behielt Prost sein Cockpit in der Le Mans Series. Sein Rennstall wechselte zu dieser Saison den Namen in Rebellion Racing und tritt seitdem unter diesem Namen an. Prost bildete ein Team mit Jani. Die beiden wurden mit zwei Podest-Platzierungen Fünfte in der Fahrerwertung. Beim 24-Stunden-Rennen von Le Mans wurden die beiden von Marco Andretti unterstützt. Sie erreichten jedoch nicht das Ziel. Außerdem bestritt Prost für Matech Competition vier Rennen in der FIA-GT1-Weltmeisterschaft. Im Winter 2010/11 gewann Prost erneut die Andros-Electrique-Meisterschaft. 2011 wurden Prost und Jani für Rebellion Racing Dritte in der Le Mans Series. Außerdem fuhren sie im Intercontinental Le Mans Cup (ILMC), zudem das diesjährige 24-Stunden-Rennen von Le Mans zählte. Im Winter 2011/12 fuhr er nochmals in der Trophée Andros und war der beste Neueinsteiger in der Benzinerkategorie.
2012 erhielt Prost bei Rebellion Racing ein Cockpit in der neugegründeten FIA-Langstrecken-Weltmeisterschaft (WEC). Jani blieb sein Teamkollege. Bei den ersten drei Rennen wurden die beiden zudem durch Nick Heidfeld unterstützt. Beim 24-Stunden-Rennen von Le Mans erreichten die drei in der Weltmeisterschaftswertung den dritten Platz sowie den vierten Gesamtrang. In der Fahrerweltmeisterschaft belegten Prost und Jani den vierten Platz. Darüber hinaus gewann er zusammen mit Belicchi und Jani das Petit Le Mans in Road Atlanta. Das Rennen zählte zur ALMS. Darüber hinaus absolvierte Prost 2012 Formel-1-Testfahrten für Lotus. 2013 hatte Prost bei Rebellion Racing in der WEC wechselnde Teamkollegen. Er bestritt sieben von acht Rennen. Jani wurde nach dem 24-Stunden-Rennen von Le Mans durch Mathias Beche abgelöst, Heidfeld nach fünf Rennen durch Belicchi. Ein dritter Platz beim 6-Stunden-Rennen von São Paulo war Prosts bestes Resultat. Er schloss die Fahrerweltmeisterschaft auf dem sechsten Rang ab. Darüber hinaus bestritt Prost zusammen mit Heidfeld und Jani zwei ALMS-Rennen. Die drei standen bei beiden Rennen auf dem Podium und gewannen erneut das Petit Le Mans. Außerdem war Prost 2013 als Formel-1-Testfahrer bei Lotus engagiert.
2014 trat Prost zusammen mit Beche und Heidfeld für Rebellion in der WEC an. Beim 24-Stunden-Rennen von Le Mans wurden die drei Fahrer als bestes Privatteam Vierter im Endklassement. In der Fahrerweltmeisterschaft beendete das Trio die Saison auf dem zehnten Rang. Darüber hinaus fuhr Prost 2014/15 in der neugegründeten FIA-Formel-E-Meisterschaft. Er wurde bei e.dams Teamkollege von Sébastien Buemi. Beim ersten Rennen, dem Beijing ePrix, erzielte er die Pole-Position. Er führte das Rennen boxenstoppbereinigt bis zur letzten Kurve durchgängig an. Vor dieser kollidierte er mit dem bis dahin zweitplatzierten Heidfeld, der einen Überholversuch wagte. Beide Fahrer blieben unverletzt. Prost wurde schließlich auf Platz zwölf gewertet. Prost wurde wegen des Verursachens der Kollision für das nächste Rennen mit einer Startplatzstrafe in Höhe von zehn Positionen belegt. Beim zweiten ePrix in Putrajaya erzielte Prost erneut die Pole-Position und erhielt die damit verbundenen Bonuspunkte. Aufgrund der Startplatzstrafe vom vorherigen Rennen ging er jedoch nur vom elften Platz ins Rennen. Er kam auf dem vierten Platz ins Ziel. Im vierten Rennen, dem Buenos Aires ePrix, erreichte Prost mit dem zweiten Platz seine erste Podest-Platzierung. Im darauf folgenden Rennen in Miami gelang ihm der erste Sieg und er übernahm damit die Führung in der Fahrerwertung, die er allerdings bereits beim nächsten Rennen wieder verlor. Prost schloss die Saison als einziger Fahrer, der bei jedem Rennen Punkte erzielt hatte, auf dem sechsten Gesamtrang ab. Somit wurde er auch zum einzigen Fahrer der Saison, der aufgrund der Streichresultatregel einen Punkt verlor.
2015 blieb Prost mit Beche und Heidfeld bei Rebellion in der FIA-Langstrecken-Weltmeisterschaft. Da Rebellion den Motorenhersteller von Toyota zu Advanced Engine Research (AER) wechselte, stieg der Rennstall erst zum dritten Rennen in die Saison ein. Während Heidfeld nicht bei jedem Rennen antrat, belegten Prost und Beche am Saisonende mit zwei siebten Plätzen als beste Ergebnisse den 14. Gesamtrang. Ferner fuhr er als Gaststarter ein Rennen in der Stock Car Brasil. Darüber hinaus trat Prost auch 2015/16 für e.dams in der Formel E an. Beim Mexiko-Stadt ePrix wurde er Dritter und beim Saisonfinale in London gewann er beide Rennen. Während sein Teamkollege Buemi die Meisterschaft gewann, beendete Prost die Saison auf dem dritten Platz.
2016 gingen Prost und Heidfeld erneut für Rebellion Racing in der FIA-Langstrecken-Weltmeisterschaft an den Start. Beche und Nelson Piquet junior wechselten sich als dritter Teamkollege ab. Rebellion zog das Fahrzeug nach dem vierten Rennen aus der Weltmeisterschaft zurück. Zwei vierte Plätze waren die besten Ergebnisse von Prost und Heidfeld, die in der Weltmeisterschaft 14. wurden. Außerdem bestritt Prost 2016/17 für Renault e.dams seine dritte Formel-E-Saison. Zwar konnte er diesmal keine Podiumsplätze einfahren, punktete aber dennoch regelmäßig und beendete die Saison schließlich auf dem sechsten Gesamtrang.
2017 blieb Prost bei Rebellion Racing, wo er an der Seite von Bruno Senna und Julien Canal im Auto mit der Nummer 31 in der LMP2-Klasse der FIA-Langstrecken-Weltmeisterschaft fährt. Außerdem bestritt Prost 2017/18 für Renault e.dams seine vierte Formel-E-Saison. Er schloss die Saison auf dem 19. Platz der Gesamtwertung ab. Für die neue Saison erhielt er keinen Vertrag als Stammfahrer mehr.

## Persönliches
Prost arbeitete bis 2007 Teilzeit bei einer Bank in Genf. Er lebt seit Februar 2010 mit seiner Ehefrau, der Designerin Delphine Frey, in Féchy.

## Statistik

### Karrierestationen
| - 2003: Französische Formel Renault Campus - 2004: Französische Formel Renault (Platz 18) - 2004: Deutsche Formel Renault (Platz 40) - 2004: Französische GT (Platz 31) - 2005: Französische Formel Renault (Platz 10) - 2005: Formel Renault 2.0 Eurocup (Platz 42) - 2005: Formel Renault 3.5 (Platz 41) - 2005: Französische GT - 2006: Spanische Formel 3 (Platz 4) - 2007: Spanische Formel 3 (Platz 3) - 2008: Euroseries 3000 (Meister) | - 2009: A1GP - 2009: Le Mans Series, LMP1 (Platz 5) - 2010: Le Mans Series, LMP1 (Platz 5) - 2010: FIA-GT1-WM - 2011: Le Mans Series, LMP1 (Platz 3) - 2011: ILMC, LMP1 - 2012: WEC (Platz 4) - 2012: ALMS, LMP1 - 2012: Formel 1 (Testfahrer) - 2013: WEC (Platz 6) - 2013: Formel 1 (Testfahrer) | - 2013: ALMS, LMP1 (Platz 5) - 2014: WEC (Platz 10) - 2014: Formel 1 (Testfahrer) - 2015: Formel E (Platz 6) - 2015: WEC (Platz 14) - 2016: Formel E (Platz 3) - 2016: WEC (Platz 14) - 2017: Formel E (Platz 6) - 2018: Formel E (Platz 19) |

### Einzelergebnisse in der FIA-Formel-E-Meisterschaft
| Jahr    | Team           | 1    | 2   | 3   | 4   | 5   | 6   | 7   | 8   | 9   | 10  | 11   | 12  | Punkte | Rang |
| ------- | -------------- | ---- | --- | --- | --- | --- | --- | --- | --- | --- | --- | ---- | --- | ------ | ---- |
| 2014/15 | e.dams Renault | BEI  | PUT | PUN | BUE | MIA | LBH | MON | BER | MOS | LON | LON  |     | 88     | 6.   |
| 2014/15 | e.dams Renault | *12* | 4   | 7   | 2   | 1   | 14  | 6   | 10  | 8   | 7   | (10) |     | 88     | 6.   |
| 2015/16 | Renault e.dams | BEI  | PUT | PUN | BUE | MEX | LBH | PAR | BER | LON | LON |      |     | 115    | 3.   |
| 2015/16 | Renault e.dams | DNF  | 10  | 5   | 5   | 3   | 11  | 4   | 4   | 1   | 1   |      |     | 115    | 3.   |
| 2016/17 | Renault e.dams | HKG  | MAR | BUE | MEX | MON | PAR | BER | BER | NYC | NYC | MTR  | MTR | 93     | 6.   |
| 2016/17 | Renault e.dams | 4    | 4   | 4   | 5   | 9   | 5   | 5   | 8   | 8   | 6   | 6    | DNF | 93     | 6.   |
| 2017/18 | Renault e.dams | HKG  | HKG | MAR | SAN | MEX | PUN | ROM | PAR | BER | ZÜR | NYC  | NYC | 8      | 19.  |
| 2017/18 | Renault e.dams | 9    | 8   | 13  | 10  | DNF | 15  | 14  | 16  | 14  | DNF | 10   | 11  | 8      | 19.  |

| Legende                      | Legende       | Legende                                                                 |
| Farbe                        | Abkürzung     | Bedeutung                                                               |
| ---------------------------- | ------------- | ----------------------------------------------------------------------- |
| Gold                         | —             | Sieger                                                                  |
| Silber                       | —             | 2. Platz                                                                |
| Bronze                       | —             | 3. Platz                                                                |
| Grün                         | —             | Platzierung in den Punkten                                              |
| Blau                         | —             | Klassifiziert außerhalb der Punkteränge                                 |
| Violett                      | DNF           | Rennen nicht beendet                                                    |
| Violett                      | NC            | nicht klassifiziert                                                     |
| Rot                          | DNQ           | nicht qualifiziert                                                      |
| Schwarz                      | DSQ           | disqualifiziert                                                         |
| Weiß                         | DNS           | nicht am Start                                                          |
| Weiß                         | WD            | zurückgezogen                                                           |
| Weiß                         | C             | Rennen abgesagt                                                         |
| Blanko                       |               | nicht teilgenommen                                                      |
| Blanko                       | DNP           | gemeldet, aber nicht teilgenommen                                       |
| Blanko                       | INJ           | verletzt oder krank                                                     |
| Blanko                       | EX            | ausgeschlossen                                                          |
| sonstige Formate und Zeichen | P/fett        | Pole-Position                                                           |
| sonstige Formate und Zeichen | kursiv        | Schnellste Rennrunde (ab 2017/18: Schnellste Rennrunde der ersten Zehn) |
| sonstige Formate und Zeichen | unterstrichen | Führender in der Gesamtwertung                                          |
| sonstige Formate und Zeichen | °             | FanBoost                                                                |
| sonstige Formate und Zeichen | *             | nicht im Ziel, aufgrund der zurückgelegten Distanz aber gewertet        |
| sonstige Formate und Zeichen | ( )           | Streichresultat                                                         |

### Le-Mans-Ergebnisse
| Jahr | Team                     | Fahrzeug        | Teamkollege        | Teamkollege          | Platzierung            | Ausfallgrund |
| ---- | ------------------------ | --------------- | ------------------ | -------------------- | ---------------------- | ------------ |
| 2007 | Team Oreca               | Saleen S7R      | Laurent Groppi     | Jean-Philippe Belloc | Rang 10                |              |
| 2009 | Speedy Racing Team Sebah | Lola B08/60     | Andrea Belicchi    | Neel Jani            | Rang 14                |              |
| 2010 | Rebellion Racing         | Lola B10/60     | Marco Andretti     | Neel Jani            | Ausfall                | Defekt       |
| 2011 | Rebellion Racing         | Lola B10/60     | Jeroen Bleekemolen | Neel Jani            | Rang 6                 |              |
| 2012 | Rebellion Racing         | Lola B12/60     | Nick Heidfeld      | Neel Jani            | Rang 4                 |              |
| 2013 | Rebellion Racing         | Lola B12/60     | Nick Heidfeld      | Neel Jani            | Rang 39                |              |
| 2014 | Rebellion Racing         | Rebellion R-One | Nick Heidfeld      | Mathias Beche        | Rang 4 und Klassensieg |              |
| 2015 | Rebellion Racing         | Rebellion R-One | Nick Heidfeld      | Mathias Beche        | Rang 23                |              |
| 2016 | Rebellion Racing         | Rebellion R-One | Nick Heidfeld      | Nelson Piquet junior | Rang 29                |              |
| 2017 | Vaillante Rebellion      | Oreca 07        | Bruno Senna        | Julien Canal         | Rang 16                |              |

### Sebring-Ergebnisse
| Jahr | Team             | Fahrzeug    | Teamkollege        | Teamkollege | Platzierung | Ausfallgrund |
| ---- | ---------------- | ----------- | ------------------ | ----------- | ----------- | ------------ |
| 2011 | Rebellion Racing | Lola B10/60 | Jeroen Bleekemolen | Neel Jani   | Rang 7      |              |
| 2012 | Rebellion Racing | Lola B12/60 | Nick Heidfeld      | Neel Jani   | Rang 30     |              |
| 2013 | Rebellion Racing | Lola B12/60 | Nick Heidfeld      | Neel Jani   | Rang 3      |              |

### Einzelergebnisse in der FIA-Langstrecken-Weltmeisterschaft
| Saison | Team             | Rennwagen                   | 1   | 2   | 3   | 4   | 5   | 6   | 7   | 8   | 9   |
| ------ | ---------------- | --------------------------- | --- | --- | --- | --- | --- | --- | --- | --- | --- |
| 2012   | Rebellion Racing | Lola B12/60                 | SEB | SPA | LEM | SIL | SAO | BAH | FUJ | SHA |     |
| 2012   | Rebellion Racing | Lola B12/60                 | 30  | 5   | 4   | 6   | 4   | 4   | 4   | DNF |     |
| 2013   | Rebellion Racing | Lola B12/60                 | SIL | SPA | LEM | SAO | AUS | FUJ | SHA | BAH |     |
| 2013   | Rebellion Racing | Lola B12/60                 | 5   | 5   | 29  | 3   | 4   |     | 4   | DNF |     |
| 2014   | Rebellion Racing | Lola B12/60 Rebellion R-One | SIL | SPA | LEM | AUS | FUJ | SHA | BAH | SAO |     |
| 2014   | Rebellion Racing | Lola B12/60 Rebellion R-One | 4   | 7   | 4   | 7   | 24  | 7   | 7   | 19  |     |
| 2015   | Rebellion Racing | Rebellion R-One             | SIL | SPA | LEM | NÜR | AUS | FUJ | SHA | BAH |     |
| 2015   | Rebellion Racing | Rebellion R-One             |     |     | 23  | 22  | 29  | 7   | 7   | 14  |     |
| 2016   | Rebellion Racing | Rebellion R-One             | SIL | SPA | LEM | NÜR | MEX | AUS | FUJ | SHA | BAH |
| 2016   | Rebellion Racing | Rebellion R-One             | 4   | 4   | 29  | 17  |     |     |     |     |     |
| 2017   | Rebellion Racing | Oreca 07                    | SIL | SPA | LEM | NÜR | MEX | AUS | FUJ | SHA | BAH |
| 2017   | Rebellion Racing | Oreca 07                    | 5   | 8   | 16  |     | 5   | 7   | 5   | 5   | 5   |